# Roccamena
Roccamena es una localidad italiana de la provincia de  Palermo, región de Sicilia, con 1.602habitantes.

Ubicación de la ciudad de Roccamena dentro de la provincia de Palermo.

## Evolución demográfica
| Gráfica de evolución demográfica de Roccamena entre 1861 y 2001 |
|                                                                 |
| Fuente ISTAT - Elaboración gráfica por parte de Wikipedia       |